# Djupdalen, Pargas
Djupdalen är ett sund i Finland. Den ligger i kommunen Pargas i landskapet Egentliga Finland, i den södra delen av landet, 150 km väster om huvudstaden Helsingfors.
Djupdalen är sundet mellan Stortervolandet i norr och öarna Granholmen och Björkholm i söder. Sundet är över 20 meter djupt vilket är djupare än fjärden Stormaran intill. Även Trappberget på Stortervolandet sluttar brant ner i sundet.